# Хок Лунди
Хок Лунди (кхмер. ហុក ឡងឌី; 3 февраля 1950, Свайриенг — 9 ноября 2008, Свайриенг) — камбоджийский политик, военный и полицейский, командующий отрядом телохранителей Хун Сена, в 1994—2008 годах — начальник Национальной полиции Камбоджи. Активный участник государственного переворота летом 1997 года, установившего единовластное правление Хун Сена. Обвинялся в политических убийствах и криминальной деятельности.

## Партийно-государственный функционер
Родился в семье военного. Существуют версии о его смешанном этническом происхождении — кхмерско-китайском либо кхмерско-вьетнамском. Первые годы режима Красных кхмеров проживал в одной из деревень провинции Свайриенг.
В июле 1977 года бежал во Вьетнам. Вступил в Единый фронт национального спасения Кампучии (ЕФНСК). В марте 1978 года был зачислен в ДРГ вооружённых формирований ЕФНСК.
С 1979 года, в период вьетнамской оккупации, занимал различные посты в административной системе НРК. Возглавлял партийные комитеты НРПК в Свайриенге. В 1990 году — заместитель партийного секретаря Пномпеня.
После Парижских соглашений 1991 года и завершения многолетней войны продолжал партийно-административную службу. С 1994 возглавлял Национальную полицию Камбоджи. В январе 1997 года введён в состав ЦК Народной партии Камбоджи (НПК). Имел воинское звание генерал-лейтенанта.
Был известен тесными, в том числе родственными связями с Хун Сеном. Командовал спецподразделением личных телохранителей Хун Сена. Дочь Хок Лунди Хок Чиндави замужем за сыном Хун Сена Хун Манетом. В конце 2008 года, уже после гибели Хок Лунди, было объявлено о втором брачном союзе семейств: дочь Хун Сена Хун Мана вышла замуж за сына Хок Ланди Ди Вичеа.

## Доверенный силовик Хун Сена
Летом 1997 года второй премьер-министр Камбоджи Хун Сен принял решение о разрыве коалиции с партией ФУНСИНПЕК и устранении первого премьер-министра Нородом Ранарита. Руководство НПК и члены правительства, в том числе силовые министры и представители армейского командования, выступили против. Однако Хун Сен совершил переворот, опираясь на лично преданные подразделения под командованием Хок Лунди.
В ходе вооружённых столкновений 5—6 июля 1997 года отмечалась особая жестокость Хок Лунди. Он обвинялся в совершении бессудных убийств противников Хун Сена — в том числе генерального секретаря ФУНСИНПЕК Хо Сока, курировавшего полицию в качестве секретаря МВД. Вскоре после переворота Хок Лунди был демонстративно переутверждён во главе Национальной полиции Камбоджи. Одновременно он добился отставки своего давнего соперника, главы администрации Пномпеня Чеа Софара.
Во главе полиции Хок Лунди проводил курс жёсткого подавления оппозиции. В частности, на него возлагается ответственность за террористическую атаку на сторонников Сон Санна в штаб-квартире Буддистской либерально-демократической партии (БЛДП) 30 сентября 1995 года — власти поддерживали претензии Иенг Маули на руководство БЛДП.

Хок Лунди внушал страх не только оппозиционерам, но и членам своей партии.

Хок Лунди имел устойчивую криминальную репутацию. Бывший начальник полиции Пномпеня Хенг Пов заявлял, что Хок Лунди причастен более чем к 70 убийствам (в том числе известной певицы Писит Пилика). Аналогичные обвинения выдвигала Human Rights Watch. Официальные власти Камбоджи не рассматривали таких утверждений. Оппозиция, в частности, Партия Сама Рейнгси, не раз выдвигала требования отставки Хок Лунди, но Хун Сен неизменно отстаивал его в должности.
Хок Лунди подозревался также в торговле наркотиками и работорговле. На этом основании в 2006 году ему было отказано в американской въездной визе. 
Однако при этом признавалось его участие в борьбе против терроризма. Так, в 2005 году спецназ камбоджийской полиции провёл операцию по освобождению детей-дошкольников, захваченных в международном учебно-воспитальном центре Siem Reap International School. В 2006 Хок Лунди был награждён медалью ФБР и в 2007 году посетил США для участия в переговорах по антитеррористической тематике.

## Гибель и версии
Хок Ланди погиб в результате вертолётной аварии. Вместе с ним погибли заместитель командующего сухопутными войсками Камбоджи генерал Сок Са Ем и пилоты камбоджийских ВВС Ху Рота и Теп Сета. Официальной причиной аварии была названа плохая видимость из-за дождя и, возможно, удар молнии.
Существуют версии, что гибель Хок Лунди произошла не из-за несчастного случая, а в результате политического убийства. При этом говорится как о вражде в руководстве НПК, так и об операции вооружённой оппозиции. Однако такие предположения ничем не подтверждены.